# Don’t Look Back – The Very Best of The Korgis
| Оценки критиков | Оценки критиков |
| Источник        | Оценка          |
| --------------- | --------------- |
| Allmusic        | [ 1 ]           |

Don’t Look Back — The Very Best of The Korgis — двухдисковая антология британской поп-группы The Korgis, выпущенная в Великобритании в 2003 году лейблами Sanctuary Records/Castle Communications.  Don’t Look Back включает в себя треки из трёх первых альбомов группы — The Korgis, Dumb Waiters и Sticky George, приведённые в хронологической последовательности. Сборник содержит как альтернативные и сингловые версии известных треков группы, так и редкие записи, спродюсированные Тревором Хорном и вошедшие в неальбомный сингл 1982 года «Don’t Look Back». Данная компиляция была выпущена лейблами при сотрудничестве с группой.

## Список композиций

### Диск 1
1. «Young 'n' Russian» (Davis, Ridlington, Warren) — 3:12
2. «If I Had You» (Davis, Rachmaninoff) — 3:55
  - Альбомная версия
3. «I Just Can’t Help It» (Davis) — 3:43
4. «Chinese Girl» (Davis) — 2:19
5. «Art School Annexe» (Davis) — 3:37
6. «Boots and Shoes» (Davis, Warren) — 4:32
7. «Dirty Postcards» (Warren) — 4:45
8. «O Maxine» (Warren) — 2:39
9. «Mount Everest Sings the Blues» (Warren) — 2:32
10. «Cold Tea» (Warren) — 3:50
  - Изданная версия.
  - Треки 1-10 из альбома 1979 г. The Korgis
11. «Silent Running» (Warren) — 3:05
12. «Love Ain’t Too Far Away» (Davis) — 3:29
13. «Perfect Hostess» (Davis) — 3:21
14. «Drawn and Quartered» (Warren) — 3:20
15. «Everybody’s Got to Learn Sometime» (Warren) — 4:15
  - Original version.
16. «Intimate» (Davis) — 3:08
17. «It’s No Good Unless You Love Me» (Warren) — 3:24
  - Треки 11-17 из альбома 1980 г. Dumb Waiters

### Диск 2
1. «If It’s Alright With You Baby» (Warren) — 3:45
  - Сингловая версия.
2. «Dumb Waiters» (Warren) — 2:42
3. «Rover’s Return» (Davis) — 3:34
4. «Everybody’s Got to Learn Sometime» (Warren) — 4:22
  - Альтернативная версия.
  - Треки 1-4 из альбома 1980 г. Dumb Waiters
5. «That Was My Big Mistake» (Davis, Warren) — 4:17
  - Изданная версия.
6. «All the Love in the World» (Davis, Warren) — 3:40
  - Сингловая версия.
7. «Sticky George» (Harrison, Warren) — 3:36
8. «Can’t We Be Friends Now» (Warren) — 4:01
9. «Foolishness of Love» (Harrison) — 3:31
10. «Domestic Bliss» (Gordon, Harrison, Warren) — 3:15
11. «Nowhere to Run» (Davis, Warren) — 5:17
  - Альтернативная версия.
12. «Contraband» (Warren) — 3:18
13. «Don’t Say That It’s Over» (Warren) — 2:50
14. «Living on the Rocks» (Warren) — 3:32
  - Треки 5-14 из альбома 1981 г. Sticky George
15. «Don’t Look Back» (Warren) — 4:12
16. «Xenophobia» (Warren) — 2:27
  - Треки 15 и 16 из сингла 1982 г. «Don’t Look Back»
17. «Everybody’s Gotta Learn Sometime» — 3:51
  - DNA '93 Housey 7" remix

## История релиза
- 2003 Music Sanctuary/Castle Music CMDDD 673

## Участники записи
- James Warren — вокал, бас-гитара, электрогитара, клавишные
- Andy Davis — вокал, ударные, клавишные, мандолина, электрическая гитара
- Phil Harrison — клавишные, перкуссия, синтезатор, электрическое фортепиано, ударные, ложки
- Stuart Gordon — виолончель, мандолина, перкуссия, акустическая гитара, банджо, перкуссия, бэк-вокал
- Glenn Tommey — клавишные
- David Lord — клавишные
- Bill Birks — ударные, перкуссия
- Al Powell — ударные
- Manny Elias — ударные
- Jerry Marotta — ударные
- Kenny Lacey — перкуссия
- David Lord — перкуссия, клавишные
- Stephen Paine — программирование
- Keith Warmington — губная гармоника
- Steve Buck — флейта
- Dave Pegler — кларнет
- Chantelle Samuel — фагот
- Stephanie Nunn — гобой
- Huw Pegler — валторна
- Jo Mullet — бэк-вокал
- Jo Pomeroy — бэк-вокал
- Ali Cohn — бэк-вокал
- The Korgettes (Sheena Power & Jo Mullet) — бэк-вокал

### Производство
- The Korgis — продюсеры
- David Lord — звукорежиссёр, продюсер, духовые и струнные аранжировки
- Glenn Tommey — помощник инженера
- Trevor Horn — продюсер (трек 15, диск 2)
- Paul Bevoir — сборник, дизайн
- Jon Smith — подборка
- Steve Hammonds — подборка
- Masterpiece — аудио ремастеринг